# Rhodothamnus chamaecistus
Rhodothamnus chamaecistus (L.) Rchb. – gatunek rośliny z rodziny wrzosowatych (Ericaceae Juss.). Występuje we wschodniej części Północnych Alp Wapiennych oraz na skałach zasadowych w Alpach Centralnych. Jego subpopulacje są rozproszone. 

## Morfologia

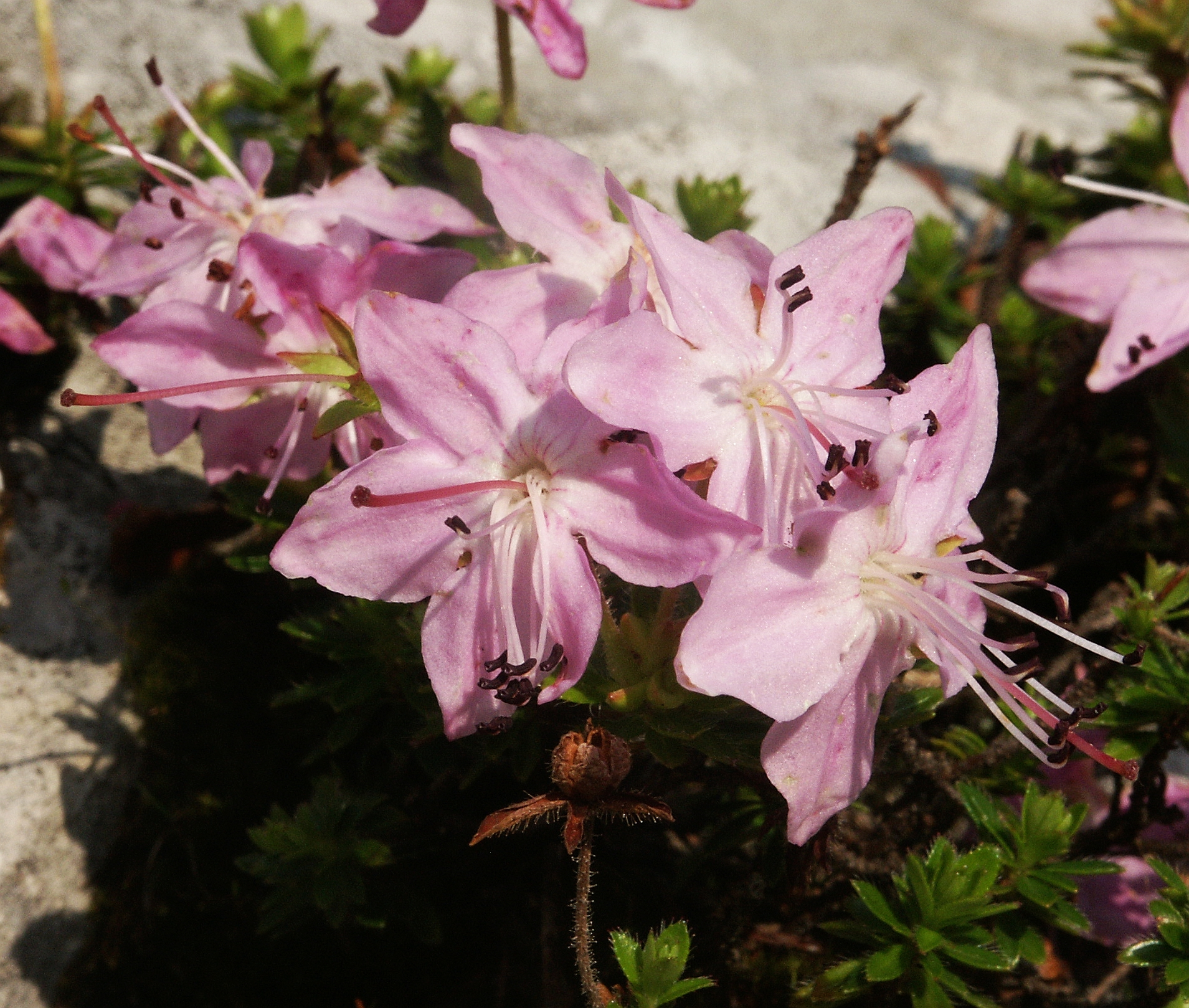
Kwiaty

PokrójZimozielona krzewinka dorastająca do 10–40 cm wysokości. Łodyga jest bardzo rozgałęziona, o wygiętych pędach.
LiścieNaprzemianległe. Mają jajowaty kształt. Mierzą około 1,5 cm długości. Brzeg liścia jest piłkowany, pokryty włoskami skierowanymi ku wierzchołkowi. Liście występują nieco częściej na szczytach pędów. Osadzone są na krótkich ogonkach liściowych.
KwiatyPojedyncze lub zebrane po 2–3 w kwiatostany, rozwijają się na szczytach pędów. Osadzone są na długich owłosionych szypułkach. Kwiat ma 5 działek kielicha, są one wąskie, zrośnięte u podstawy. Korona kwiatu mierzy 2–3 cm średnicy. Płatków jest 5, mają okrągławy kształt i jasnoróżową barwę. 10 jasnych pręcików wyrasta wysoko ponad okwiat.
Gatunki podobneRoślina jest podobna do różanecznika owłosionego (Rhododendron hirsutum), który również ma orzęsione liście, jednak są one większe. Natomiast w okresie kwitnienia gatunki te można bardzo łatwo rozróżnić ze względu na kwiaty.

## Biologia i ekologia
Rośnie na piargach, w zaroślach kosodrzewiny. Występuje na wysokości od 1500 do 2200 m n.p.m. Preferuje podłoże wilgotne, kamieniste i wapienne podłoże. Kwitnie od maja do lipca.